# Scopula grandicularia
Scopula grandicularia là một loài bướm đêm trong họ Geometridae.